# Antena 7
Antena 7 (antes conocida como Antena Latina) es un canal de televisión abierta de República Dominicana que forma parte del grupo de medios Albavisión  Inició el 16 de octubre de 1999, luego de la salida del canal Rahintel, y  sede se encuentra en Santo Domingo. Antena 7 se dedica a la emisión de programas informativos, deportivos, de entretenimiento y de interés general. Además de su transmisión en vivo, también ofrece contenido en línea a través de su sitio web y canales de redes sociales. Como parte de Albavisión, Antena 7 cuenta con una amplia red de canales hermanos en otros países de Latinoamérica.

## Historia
En 1999, Radio HIN Televisión (Rahintel) se encontraba en aparente decadencia, luego de años sobreviviendo sin programas novedosos y sin el amparo de su empresa matriz, el Grupo Financiero Universal, el cual había quebrado a finales de los 80. Las series animadas, que habían sido la última clase de programas con más audiencia en Rahintel, habían sido retiradas.
Debido a todo esto, Rahintel es puesta en venta en 1999, siendo el Grupo Bonetti quien se decidiese por la compra del canal 7. Finalizada la operación financiera y luego de 40 años de transmisión ininterrumpida, Rahintel sale del aire silenciosamente en abril de 1999.
Desde ese momento, el canal 7 estuvo parcialmente cerrado y con programación provisional que anunciaba la llegada de un nuevo canal 7, el cual fue anunciado en el verano del 1999 como Antena Latina. Luego de meses de intensa promoción, en las cuales se notaba una imagen más joven para el canal 7, Antena Latina sale al aire el 16 de octubre de 1999.
La llegada de Antena Latina introdujo nuevas tecnologías a la televisión dominicana, como la complementación del primer y único estudio virtual del área del Caribe, todo un adelanto para esos tiempos. Además, su programación contenía programas que concedieron gran audiencia al canal. Uno de los espacios más exitosos ha sido la lucha libre de la WWE, la cual volvía a transmitirse en el país luego de varios años de ausencia.
Con el pasar de los años, Antena Latina fue fortaleciéndose como un canal prémium en producción local. Esto fue evidenciado por producciones como El bachatón (producido por Alfonso Rodríguez), y más tarde, en producciones como Noche de luz, Focus, Grandiosas, Rica Loquera, entre muchas otras operadas por Albavision             
Antena 21 nace en el año 2002 con un formato televisivo el cual
une el diseño y tecnología para que su teleaudiencia disfrute de una programación de calidad. Publicando las noticias más recientes de República Dominicana. 
Antena 21 es el canal hermano de Antena 7 y Antena 55 SUR, los cuales
han transmitido el mundial de Rusia 2018. Siendo esto un gran paso para fortalecer el deporte en el país. 
Con un equipo de expertos, periodistas, comentaristas, reporteros
Canal 21 se posiciona como un canal para toda la familia. 
En 2012 se produce el ingreso de Daniel Sarcos al canal, con su programa Aquí se Habla Español.
En 2014 se anuncia la salida del Grupo SIN tras la adquisición realizada por Albavisión, adquiriendo las acciones de Antena Latina (hoy Antena 7). La comisión de liquidación Baninter vendió 47,5 % a través del Grupo Bonetti 47.5 % la venta a través de Albavisión debido al proceso de reestructuración. Posteriormente también adquirió la licencia de Antena 21 y Antena 55 SUR. 
En 2016 la cadena modificó ligeramente el logotipo y la línea gráfica, pasando a denominarse Antena 7, así como un nuevo eslogan: Llegando a ti. El logotipo actual es una desviación del anterior, añadiendo un 7 de color azul, en alusión a los colores nacionales
En 2020 el canal sufre algunos cambios durante la pandemia, figuras de renombre abandonan las emisiones del noticiero y se suma una camada de jóvenes en los ejercicios de conductores de noticias, productores y periodistas como Leidy Pérez y Javier Lunar, como presentadores de AN7 Amanecer; Fany Luna, presentadora de AN7 Meridiano; Desireé Santos, reportera de sociales; entre otros, pasaron a acompañar a Sussie Caraballo, figura de mayor renombre, experiencia y actual presentadora de AN7 Estelar. Antena 7 transmitió los Juegos Olímpicos de tokyo 2020 , junto a las emisoras hermanas Antena 21 y Antena 7 y junto a las emisoras hermanas Antena 21 Canales Oficiales Juego olímpicos París 2024. Canales 7-21 El 29 de junio de 2024, el canal lanzó su propia señal en alta definición HDTV 1080P                                                             En noviembre de 2024, Antena 7 y Antena 21 comenzó sus emisiones en HD por la TTD en los canales virtuales 7.1 y 7.2 (siendo su canal físico la frecuencia 21 UHF), emitiendo a resolución 1080P.

## Declive
Actualmente, la programación de Antena 7 carece de programas de producción local y es liderado por enlatados extranjeros, sobre todo novelas de producción turcas, las cuales ocupan gran parte de su programación de lunes a viernes, los únicos programas locales son las emisiones de AN7, Selinée (sábados) Noche de Luz (domingos) y Toque Final (domingos). Estos cambios se han ido notando con el paso del tiempo desde su cambio de Administración  por la venta del entonces Antena Latina a Albavisión, en consecuencia, la programación empezó a verse afectada por esa situación. Los talentos, estrellas y productores de algunos programas comenzaron a salir del canal, incluyendo la salida del Grupo SIN con varios de sus programas hacia Color Visión (Excepto el programa meridiano Ahora Es!, ya que tuvo que ser cancelado). Hubo cancelación o salida de algunos programas y cancelación de proyectos en función, otros a futuro y algunos que no vieron la luz. El último programa de variedades que quedaba en la programación de Antena 7 era Aquí Se Habla Español, el cual era de los pocos programas locales que tenían buena sintonía gracias a su contenido y la preferencia en el público, antes de ser retirado de la programación, la duración del programa se vio reducida, en lugar de 4 horas se transmitían 3 horas, sin embargo, en abril de 2022, dicho programa ya había regresado a Color Visión, donde originalmente inicio el programa en el 2010, la salida fue debido a que la empresa productora del programa VISTALUX ya había expirado el contrato con Antena 7, habiendo permanecido 10 años desde su entrada en febrero del 2012, significando también la salida de Daniel Sarcos, siendo este, el último talento importante que sale del canal, cabe recordar que Sarcos era conductor de Super Sábado Sensacional y La Guerra de Los Sexos, cuando estos eran producidos por Venevisión y transmitidos por Antena Latina, como parte de la programación en ese entonces, ya que eran canales asociados y transmitían varios de sus programas (Mega Match, Que Locura, Super Sábado Sensacional, La Guerra de Los Sexos, varias telenovelas y programas).
No obstante, algunos medios a veces confundían el nombre del canal con mencionar AN7, que son las siglas del noticiero: Antena Noticias 7, el cual es el único producto reconocido por los televidentes de ese canal.
Este 2024, Noche de Luz, producido por Luz García, fue el único programa nominado a Premios Soberanos 2024, (aunque terminó por ganar el año siguiente) dejando en evidencia, la actual decadencia que enfrenta Antena 7, no obstante, dicho programa cumplió 20 años, siendo este el único programa longevo del canal.
A finales del 2024 e inicios del 2025, Antena 7 pierde los derechos de las trasmisiones que tenían por más de 25 Años desde 1999 de la World Wrestling Entertainment INC. WWE tras su llegada a Netflix el 6 de enero de 2025, debido a este acuerdo de exclusividad, Republica Dominicana ha quedado excluida, por ende, tuvo que ser retirado de la programación, con esta situación el canal perdió un nicho importante de los seguidores dominicanos de la WWE y sigue contribuyendo a su decadencia como canal.

## Programación Nacionales
- Antena Noticias 7 (AN7 NOTICIAS) (2014 - presente)
- AN7 Amanecer
- AN7 Meridiano
- AN7 Estelar
- Tod2 bien (2006-2013)
- Selinee
- Noche de Luz (2004-presente)
- Toque Final (2014-presente)
- Enfoque Jurídico (2012-2023)
- Enlace gobierno-empresa (2012-2021)

## Estaciones de transmisión y repetidoras
- Centro de los Héroes / La Feria (Antiguo Edificio RAHINTEL, Santo Domingo): en esta localización están ubicadas las oficinas administrativas, el control máster, dos estudios para programas en vivo y grabación, uno con capacidad para 250 personas y otro más pequeño, donde se produce todo lo relacionado con las noticias. Además de los estudios, aquí se ubican el centro de microondas y oficinas adicionales.
- La Colonia (San Cristóbal): en esta estación se encuentran dos transmisores de 15 kilos cada uno que operan en serie, dando cobertura a las siguientes provincias: Santo Domingo, San Cristóbal, Baní, Monte Plata, San Pedro de Macorís, Hato Mayor, La Altagracia, La Romana y el Seibo, lo que es equivalente a todo el sur corto y el este.
- El Mogote (Moca): aquí se encuentra un transmisor de 15 kilos que brinda cobertura al área del Cibao en las siguientes provincias: Espaillat, Santiago, La Vega, San Francisco de Macorís, Salcedo, María Trinidad Sánchez, Bonao, Montecristi, Dajabón y Santiago Rodríguez. Provincia de Samaná. Provincia de Sánchez Ramírez
- La Hoz (Barahona): en estas instalaciones se encuentra un transmisor de 10 Kilos, cubriendo el área del sur profundo que está formado por las provincias de Barahona, Neiba, Jimaní, Azua, San José de Ocoa y San Juan de la Maguana.
- Alto Bandera (Constanza): en esta locación se encuentra el Centro de Microondas de donde se enlaza y se retransmite la señal para todo el territorio nacional.Para garantizar una transmisión de calidad, Antena 7 cuenta con antenas repetidoras distribuidas en Santo Domingo, la zona Norte y parte del Sur

## Logotipos

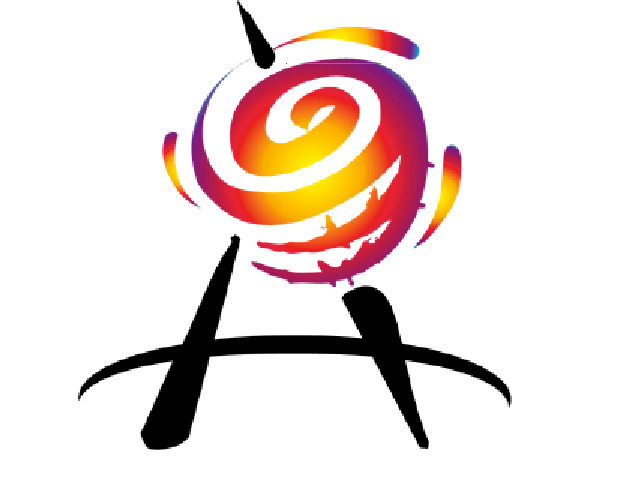
Logotipo de Antena Latina Canal 7 Este Primer logo 1999-2002

## Eslóganes
- Estas viendo Antena Latina (1999-2003)
- La señal de tu idioma (1999-2002)
- Anténate (2002-2004)
- Estamos contigo (2004-2014)
- Estamos contigo, Estamos en ti (2014-2015)
- Estamos en ti  (2015-2016)
- Llegando a ti (desde 2016)
- 60 años junto a ti (2019)